# Михайлівська церква (Хмелів)
Миха́йлівська це́рква — православний храм, пам'ятка архітектури та містобудування національного значення у селі Хмелів Володимирського району Волинської області. Збудована в 1770 році як унійна церква, є типовим зразком південноволинської дерев'яної архітектури. У другій половині XIX століття була значно перебудована з добудовою дзвіниці в псевдоросійському стилі. Церква має статус пам'ятки архітектури Української РСР з 1956 року під номером 1015 і перебуває у користуванні громади УПЦ МП.

## Історія
Храм збудовано в 1770 році (за деякими даними, роботи тривали у 1770—1771 роках) як унійний. Після третього поділу Речі Посполитої, коли російська влада почала обмежувати діяльність унійної церкви на Волині, храм було передано православним. У довіднику за 1914 рік зазначалося, що церква «прикрашена посередньо». Достеменно невідомо, чи була ця церква першою в історії села.
У другій половині XIX століття відбулася значна перебудова, що змінила первісний вигляд храму. До західного фасаду прибудували триярусну дзвіницю, вікна набули аркових і трапецієподібних форм, а територію обнесли мурованою огорожею з арковими воротами. Усі нові елементи були виконані в псевдоросійському стилі.
У 1960-х роках, в умовах антирелігійної політики радянської влади, церкву закрили та перетворили на колгоспний склад. Попри це, споруда пережила дві світові війни та радянський період і збереглася до наших днів.
Богослужіння в храмі було відновлено після розпаду СРСР. 24 грудня 1991 року було офіційно зареєстровано релігійну громаду. Сьогодні церква розташована на захід від села, серед поля, в оточенні дерев, приблизно за 400 метрів на північ від дороги.

## Архітектура
Церква дерев'яна, тризрубна, одноглава, зведена із соснових брусів на кам'яному фундаменті. Належить до типових зразків південноволинської школи дерев'яного будівництва. Бабинець і апсида прямокутні в плані та рівновисокі. Квадратна нава значно більша за розмірами та вища, перекрита зімкненим рубленим склепінням. Зовнішні стіни обшиті шалівкою. До 1990-х років обшивка була вертикальною, з нащільниками, що візуально полегшувало монументальність споруди.
Характерну для регіону композицію храму змінила прибудована в другій половині XIX століття триярусна дзвіниця. Її яруси рублені, а верхній, у формі восьмерика, декорований щипцями та увінчаний восьмигранним шатром із люкарнами. Композиція та декор дзвіниці є типовими для єпархіальної архітектури другої половини XIX століття. Своєрідності будівлі надає поєднання багатокутних спарених і потрійних арочних вікон, прорубаних під час тієї ж перебудови.
Територія церкви оточена невисокою цегляною стіною з трьохпролітними арочними воротами.

## Статус пам'ятки
Церква є пам'яткою архітектури національного значення. Вона була включена до списку пам'яток, що перебувають під охороною держави, ще у 1956 році. Статус було підтверджено постановою Ради міністрів УРСР № 442 від 6 вересня 1979 року. Охоронний номер церкви — 1015.

## Галерея

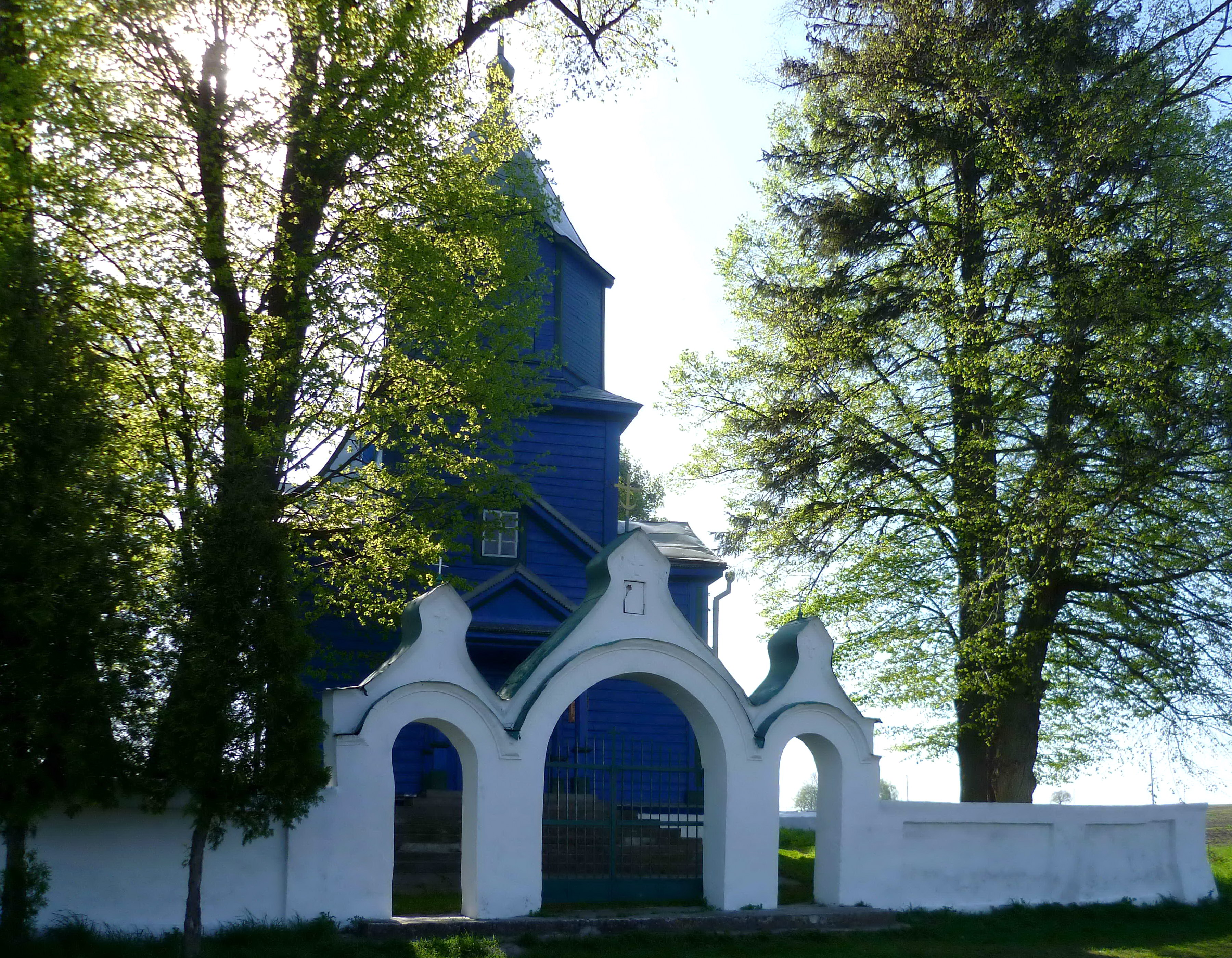
Загальний вигляд із заходу
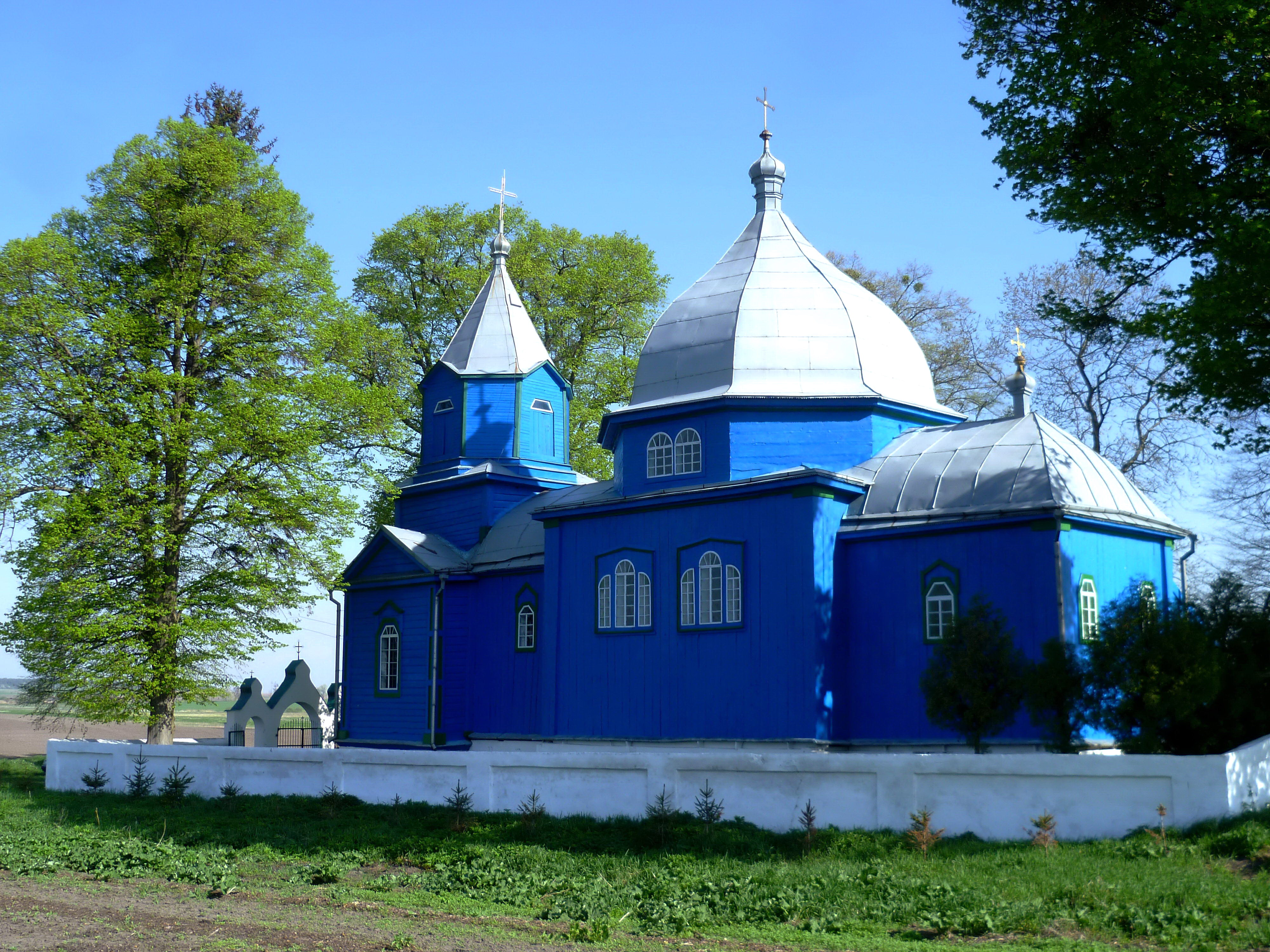
Вигляд з південного сходу
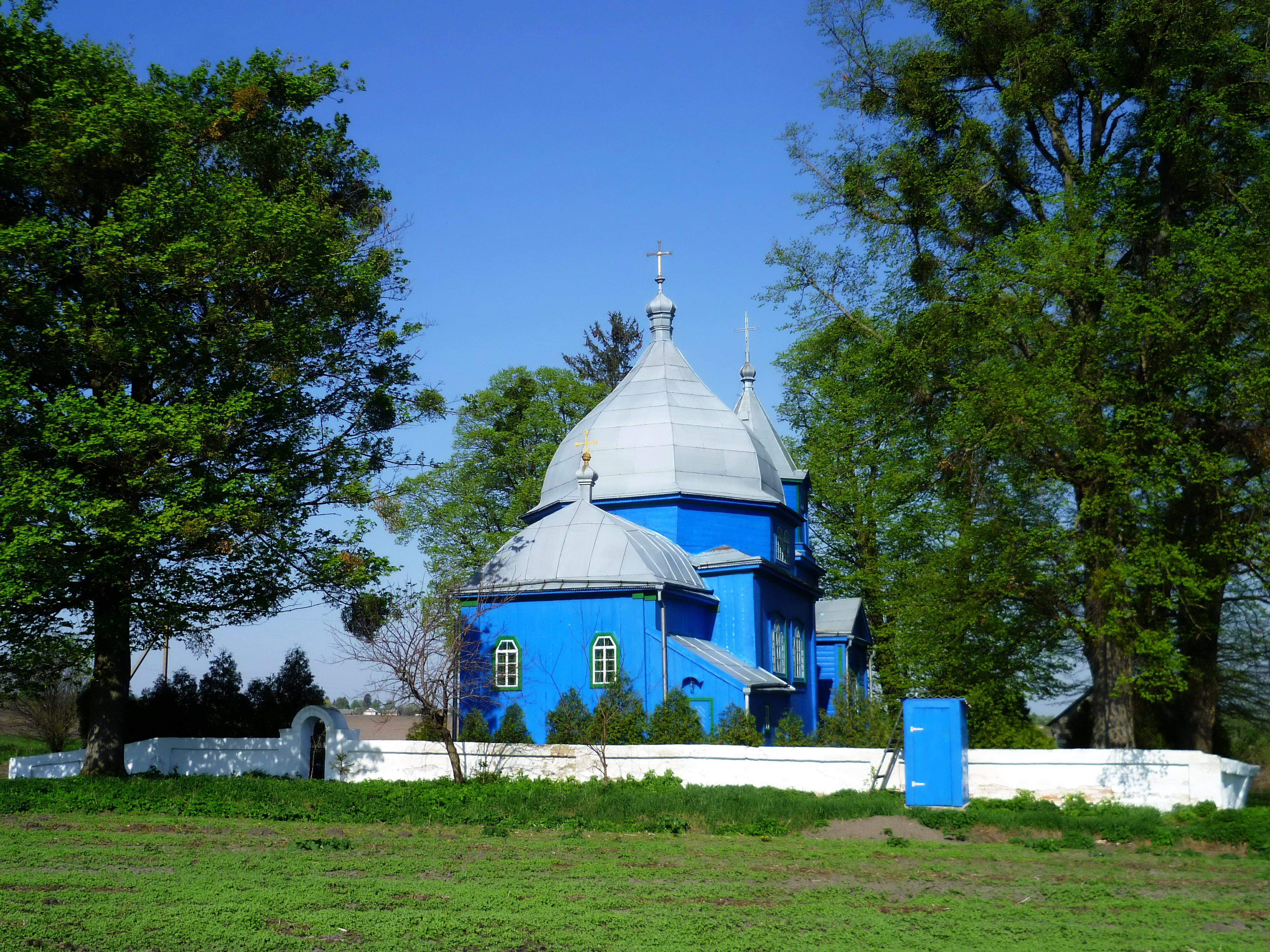
Вигляд зі сходу
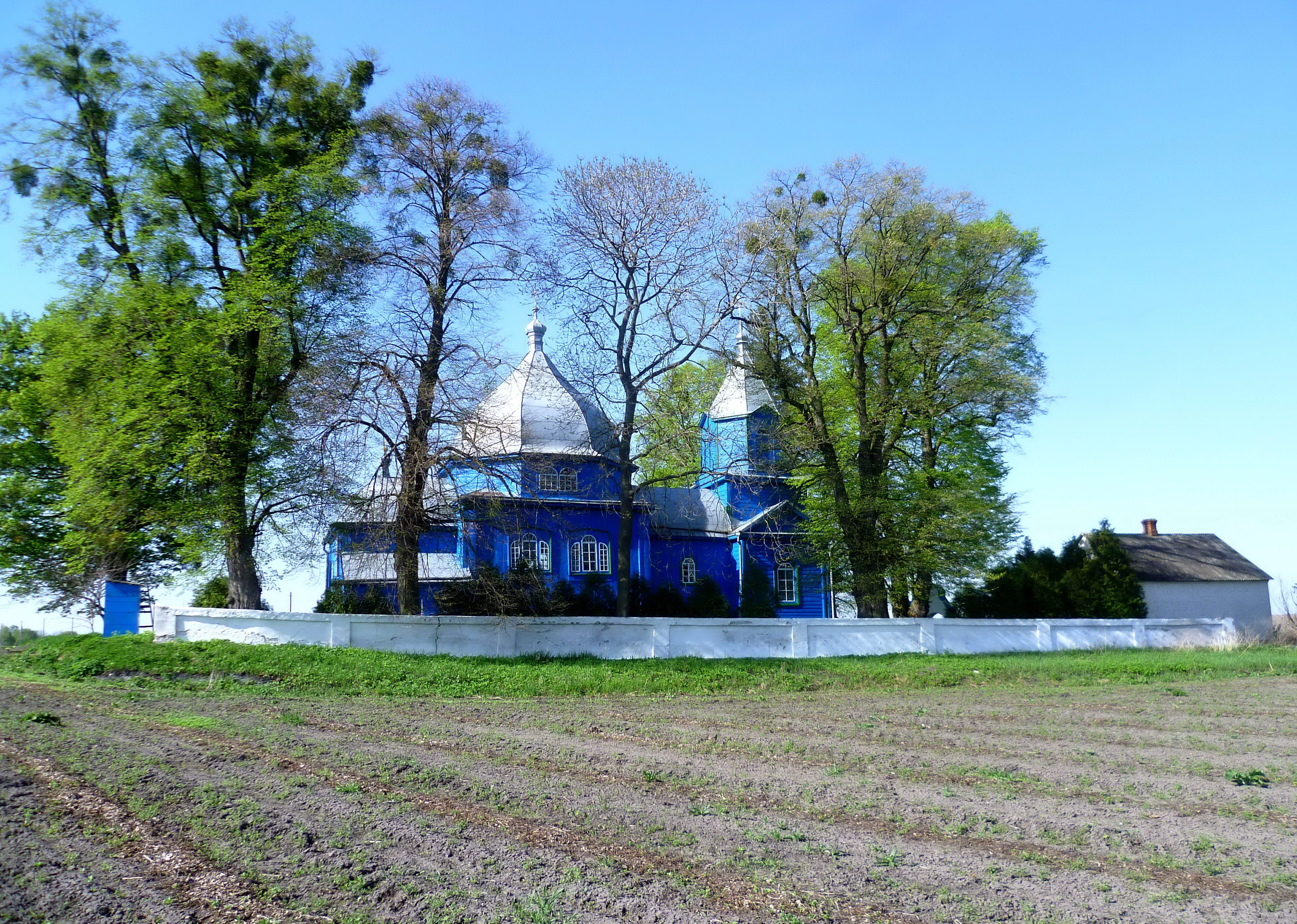
Загальний вигляд з півночі